# Frank Müller (Leichtathlet)
Frank Müller (* 18. Juni 1968 in Norden) ist ein deutscher Leichtathletiktrainer und ehemaliger Zehnkämpfer.

## Leben
Bei den Deutschen Meisterschaften 1990 belegte er den zweiten Platz hinter Michael Kohnle und vor Thorsten Dauth. 1994 belegte er den dritten Platz hinter Norbert Demmel und Michael Kohnle. Im gleichen Jahr gewann er mit dem Team vom TV Norden die Mannschaftsmeisterschaft im Zehnkampf. 1992 und 1996 vertrat er Deutschland bei den Olympischen Spielen und belegte im Zehnkampf den 13. beziehungsweise den 14. Platz. 1996 gewann er zudem in Lage mit dem DLV-Team den Europacup im Zehnkampf. Seine Bestleistung im Zehnkampf erzielte Frank Müller, der auch ein guter Dreispringer war (Bestleistung: 16,49 Meter), mit 8256 Punkten am 21./22. Juli 1990 in Salzgitter. Insgesamt übertraf der siebenmalige Deutsche Meister (U20, U23 und Männer) zehnmal die 8000-Punkte-Grenze.
1998 beendete Müller seine Laufbahn als Zehnkämpfer, war aber seitdem ehrenamtlich im Vorstand des Zehnkampf-TEAM e. V. und als Trainer tätig. U. a. betreute er Stefan Schmid 2000 und 2001 sowie Mehrkampf-Mannschaften des Deutschen Leichtathletik-Verbandes. Auch beruflich blieb er der Leichtathletik und dem Sport verbunden: Seit 1998 ist er Content-Manager und Ressortleiter Leichtathletik beim Philippka-Sportverlag, veröffentlichte als Autor, Redakteur und Lektor zahlreiche Artikel und Bücher und ist dort Ressortleiter Leichtathletik sowie in der Verlagsleitung tätig. 2020 übernahm Müller Aufgaben des Leitenden Bundestrainers Mehrkampf.